# Шоут
Шоут (перс. شوط) — город на северо-западе Ирана, расположенный на севере остана Западный Азербайджан. Город является центром шахрестана Шоут и расположен в 4 км к югу от реки Зенгьбарчай. К северу от Шоута находятся города Маку и Польдащт, к юго-востоку — Чайпаре, а к западу — Чалдыран.

## Происхождение названия
Название «шоут» происходит от армянского «Ашот» - имя одного из армянских богатырей. В древности в этом регионе жило большое количество армян .

## Язык
Население Шоута говорит, главным образом, по-азербайджански, но также и по-курдски (курманджи).

## Достопримечательности
Одними из важнейших природных достопримечательностей города считаются горячие минеральные источники. Они расположены на вершине холма — с двух его сторон течет горячая, а с середины, изнутри холма — холодная вода. Многие исторические памятники города подверглись разрушению, остались только исторический курган «Халильшахр», относящийся к периоду царства Урарту, а также — в деревне Хукь -  историческое здание гостиницы, выполненное в стиле поздних Каджаров и ранних Пехлеви.

## Демографическая динамика
Население города Шоут в соответствии с данными трех переписей (1996,  2006 и 2011 гг.) росло следующим образом: 17482 человека, 19787 человек и 21047 человек. Темпы роста населения за это время не изменились и оставили за 1996-2006 и 2006-2011 гг. в среднем 1,2%, что говорит о весьма низком коэффициенте рождаемости (он, впрочем, наблюдался и в целом в Иране в последние годы). Среднее число жителей, появлявшееся каждый год, составило за 1996-2006 гг. - около 230 человек в среднем за год, и за 2006-11 гг. - около 250 человек в среднем за год. То есть, произошёл определённый рост данного показателя. За 2011 г. имеются в распоряжении и данные, характеризующие половой состав населения города. В нём насчитывалось 10512 мужчин и 10535 женщин, а соотношение полов, таким образом, было примерно равным: на 100 женщин приходилось 99,8 мужчин. График роста населения этого города представляет собою линию, тянущуюся снизу вверх наискосок, без каких-либо существенных изгибов, что свидетельствует о постоянстве темпов роста  населения. Доля Шоута в населении одноимённого шахрестана составила в 2011 г. 40,0%.